# Annapurna IV
L'Annapurna IV (en nepalès: अन्नपूर्ण ४) és una muntanya de la serralada de l'Annapurna a l'Himàlaia, que es troba al Nepal. Juntament amb l'Annapurna II, més alt, està aïllat dels altres cims de la serralada a través d'un coll important. És el quart cim més alt de la serralada. Va ser escalada per primera vegada l'any 1955 per una expedició alemanya liderada per Heinz Steinmetz a través de la cara nord i la cresta nord-oest.

## Característiques
Malgrat el seu baix protagonisme, l'Annapurna IV és un cim important en relació amb els seus veïns immediats. La ruta estàndard d'ascens de l'Annapurna II utilitza la cara nord d'aquest cim per ascendir a la carena que uneix els dos cims, evitant així molts dels perills que s'enfronten a aquesta muntanya. A l'oest, l'Annapurna IV cau abruptament en un coll important compartit amb la carena est de l'Annapurna III (i, per tant, la resta del massís de l'Annapurna).
La vall del riu Seti, immediatament al sud d'aquest coll, dona accés a la famosa carena sud-est de l'Annapurna III. Tot i que subjecta a dècades d'intents, la cresta només es va escalar amb èxit per primera vegada el 2021. A partir del 2024, el propi pilar sud-oest de l'Annapurna IV, també accessible des de la vall, ha rebutjat tots els intents d'escalada.

## Història de les ascensions
Hi va haver diversos intents d'escalar la muntanya a principis de la dècada del 1950. El 1950, una expedició liderada per Bill Tilman va assolir una altitud d'uns 7.315 m. El 1952, un grup d'alpinistes japonesos va intentar l'Annapurna IV i va assolir una alçada d'uns 5.791 m.
El primer ascens va ser finalment aconseguit per una expedició alemanya dirigida per Heinz Steinmetz el 1955. El 30 de maig de 1955, els alpinistes alemanys Heinz Steinmetz, Harald Biller i Jürgen Wellenkamp van arribar al cim. Van triar la mateixa ruta d'ascensió que Tilman havia pres cinc anys abans, l'anomenada "ruta de Tilman". Això condueix des del nord a la vall del riu Sobje Khola i per la carena occidental fins al cim. Altres participants a l'expedició van ser Manfred Bachmann i Fritz Lobbichler.